# Jørgen Glistrup
Jørgen Glistrup (født 1957) er cand.merc. i revision fra Handelshøjskolen og tidligere administrerende direktør i fodboldklubben F.C. København, hvor han stoppede i december 2008. Jørgen Glistrup tiltrådte i PARKEN Sport & Entertainment i 2002 og kom fra en stilling som økonomidirektør i Carlsberg. Han har tidligere været i Handelsbanken, Topdanmark og Danapak.
Jørgen Glistrup er søn af Lene og Mogens Glistrup, er gift og havde en datter, der døde af kræft som 18-årig. Den 23. marts 2017 blev han og Flemming Østergaard begge dømt skyldige i kursmanipulation i Østre Landsret. De blev begge idømt halvandet års fængsel.